# Albert Wunsch
Albert Wunsch (Luxemburg-Stad, 23 mei 1834 – Diekirch, 2 juni 1903) was een Luxemburgs juwelier, edelsmid en medailleur.

## Leven en werk
Albert Wunsch was een zoon van goudsmid Jean Baptiste Wunsch en Susanne Josephine Gindorff. Hij bezocht het Progymnase de Diekirch. Wunsch leerde de beginselen van de edelsmeedkunst van zijn vader en werkte vier jaar op diverse ateliers in het buitenland. Twee jaar daarvan werkte hij bij goudsmid en hofleverancier Eugène Fontenay in Parijs. In 1866 trouwde hij met Sophie Wolff (1847-1930). Rond 1867 nam hij de zaak van zijn vader over. Albert Wunsch was naast edelsmid lid van de lokale brandweer en secretaris van de handwerkersvereniging in Diekirch, in 1869 was hij een van de oprichters van de suikerfabriek Fortschritt.
Wunsch maakte onder meer sieraden, liturgisch vaatwerk en ruim 70 penningen. Hij verzorgde bij de penningen zowel het ontwerp, als het graveerwerk en hield toezicht op het slaan ervan. In 1867 werd hij benoemd tot ridder in de Orde van de Eikenkroon. In 1869 bood Wunsch aan de medailles te slaan voor de Orde van de Eikenkroon. In plaats van de gouden medailles, die uit Parijs kwamen en 85 gulden kostten, zorgde hij vanaf 1872 voor verguld zilveren medailles die 11 gulden kostten. 
In 1894 toonde Albert Wunsch op de eerste salon van de Cercle Artistique de Luxembourg volgens de Obermosel-Zeitung "einer Kollektion selbstgefertigter Altar- und Kirchengeräte als: Kelche, Ampeln, Leuchter usw. in allen Stilarten und einer brillanten Auswahl von Geschmeide, Juwelen, Armbänder, Raupen, Ehrenbechern, Denkmünzen und Gravirungen; alles wundervolle Sachen, eigenste Handarbeit nach eigenen Entwürfen, Wie sie aus en renommertesten Goldschmiedewerkstatten des Auslandes hervorgehen, und die Hrn. Wunsch, der unstreitig der genialste Goldschmied in unserem Lande ist, alle Ehre machen!"
Albert Wunsch overleed op 69-jarige leeftijd. Hij werd als edelsmid opgevolgd door zijn zoons François en Henri. Ter gelegenheid van Wunsch' 150e geboortedag in 1984, werd een door Julien en Nina Lefèvre ontworpen medaille uitgegeven.

## Enkele werken
- 1863 gotische miskelk (20 cm) uit 13 vergulde zilverstukken, in opdracht van de Lux. Kunstverein.[11]
- 1865 gotische godslamp voor de kerk in Clausen.[12]
- 1872 A la memoire de notre bien aimee princesse, gedenkpenning ter gelegenheid van de overbrenging van het stoffelijk overschot van prinses Amalia van Saksen-Weimar-Eisenach, echtgenote van prins Hendrik van Oranje-Nassau.[13]
- 1879 ontwerp gedenkpenning ter herinnering aan prins Hendrik, in opdracht van zijn weduwe, prinses Marie.[14]
- 1882 medaille voor de stad Aarlen
- medaille van de stad Luxemburg
- 1901 nieuwe kelk en ciborie voor de kerk van Waldbredimus. In 1904 restauratie van een oudere monstrans.[15]
- 1902 Société de Gymnastique Trois-Vierges, gedenkpenning van de gymnastiekvereniging Ardennaise in Troisvierges.

## Galerij

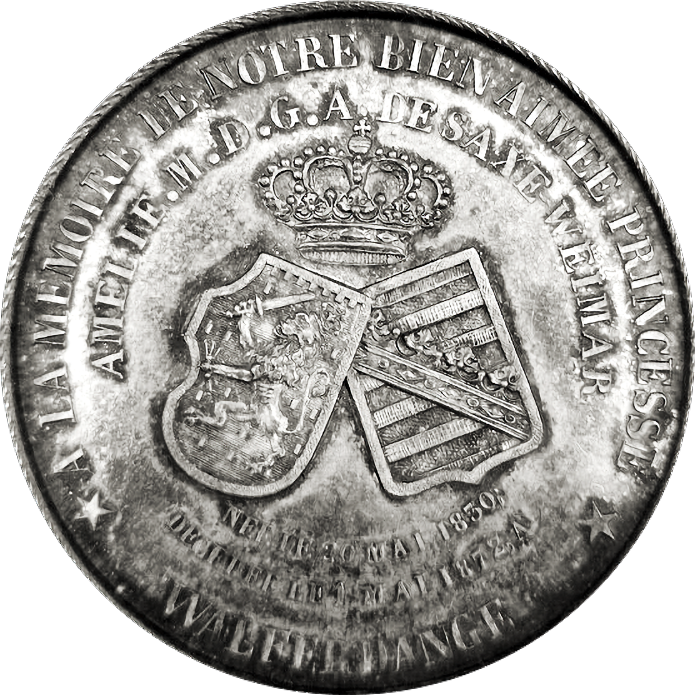
A la memoire de notre bien aimee princesse (vz), 1872
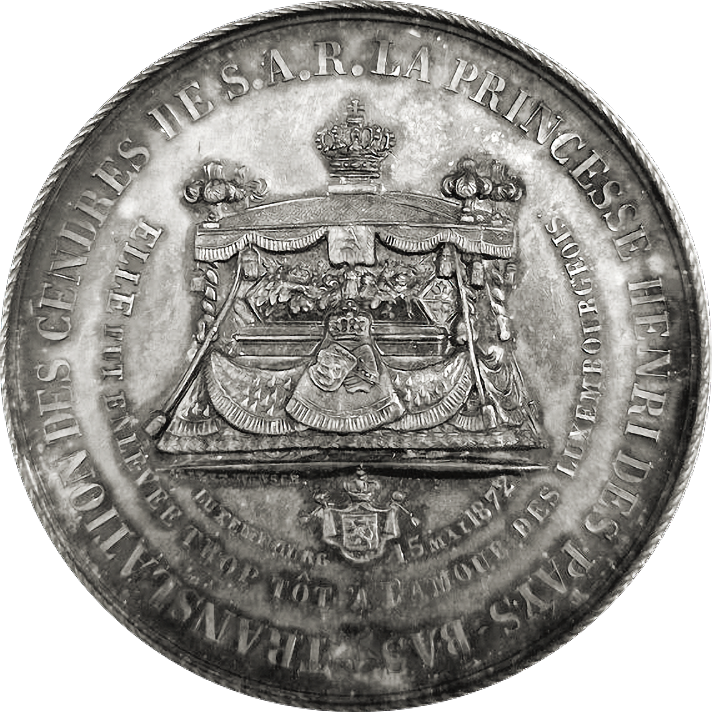
A la memoire de notre bien aimee princesse (kz), 1872
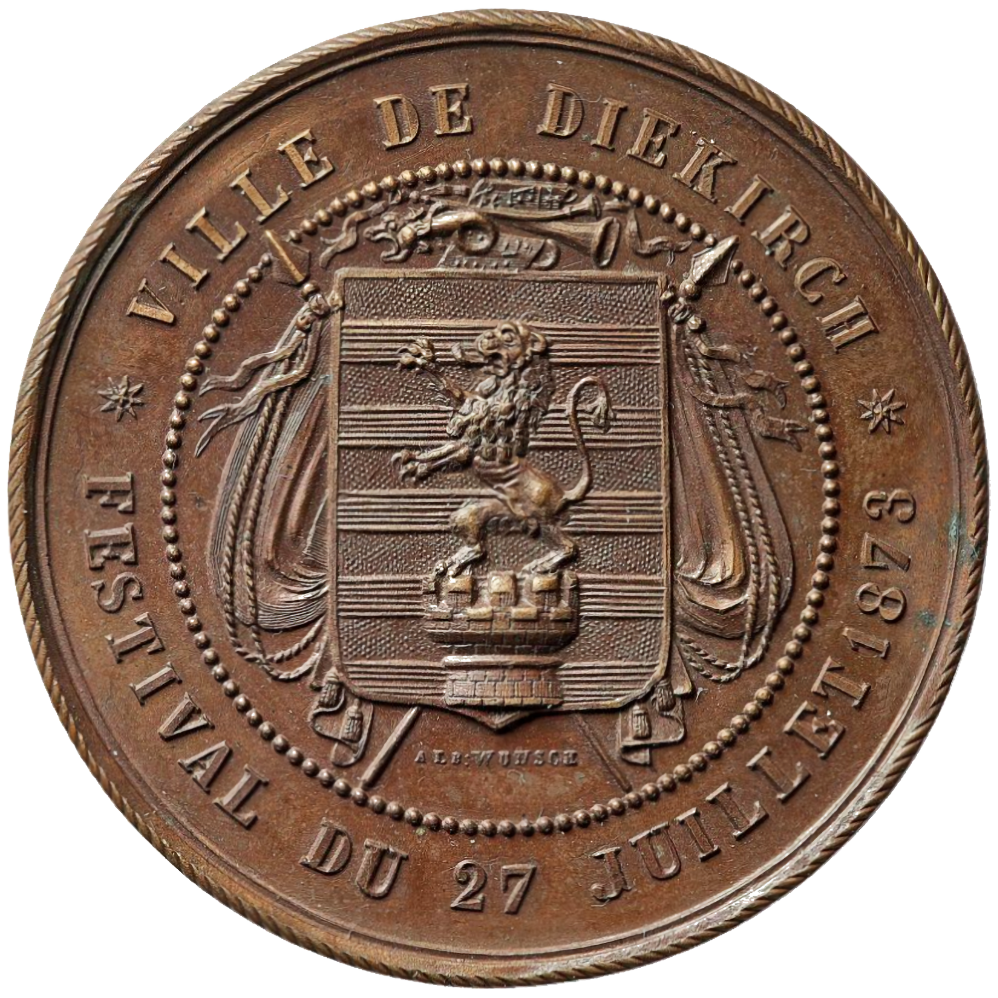
Medaille van de stad Diekirch (vz), 1873
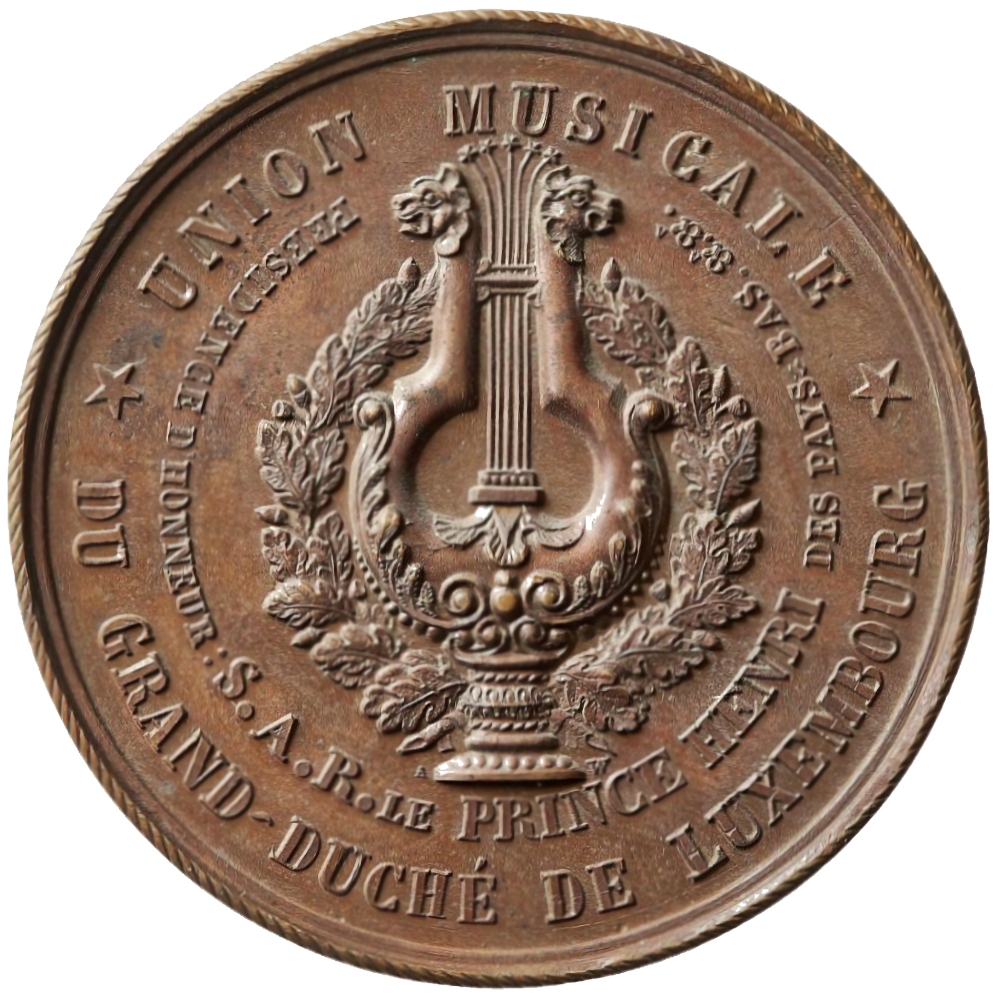
Medaille van de stad Diekirch (kz), 1873
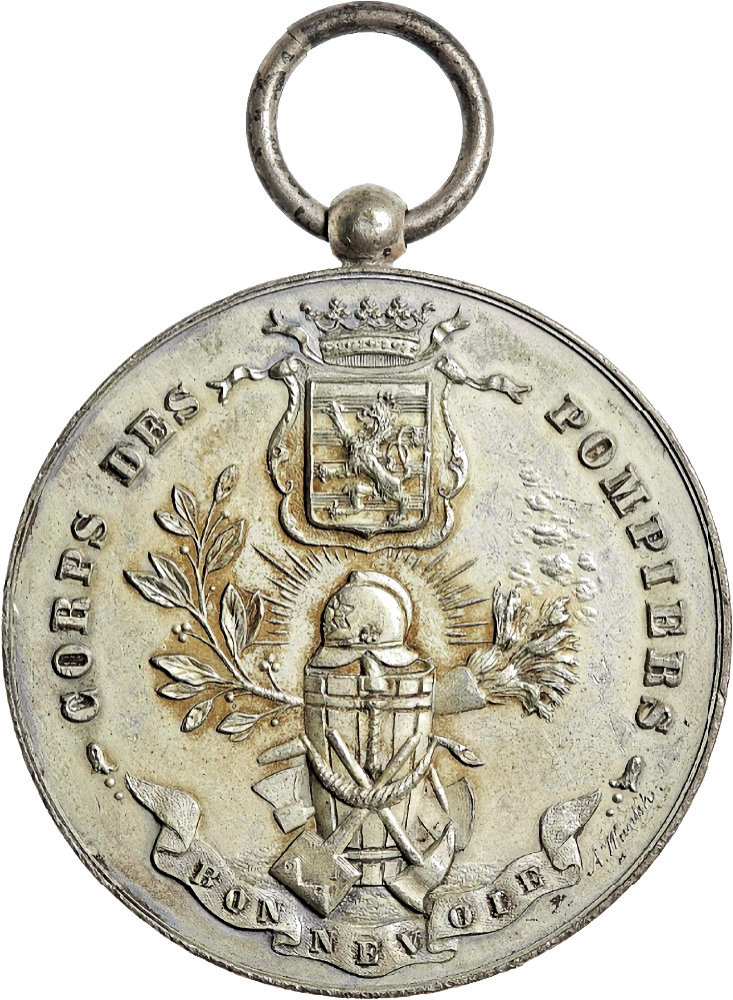
Brandweermedaille, 1897
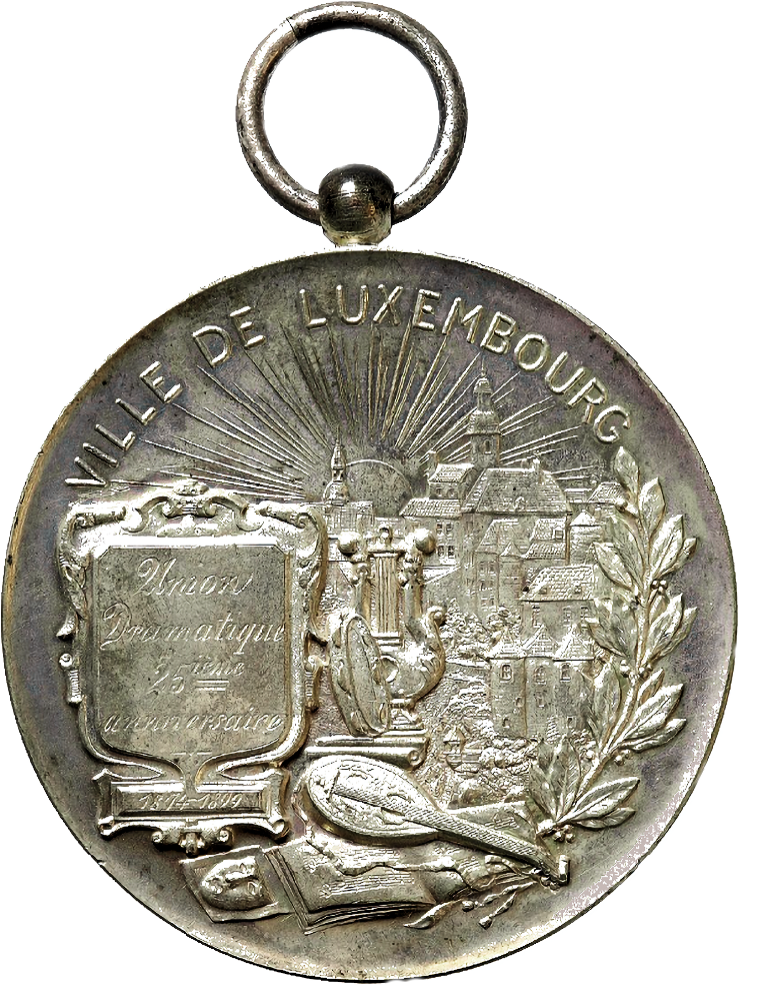
Medaille van Luxemburg-Stad, in 1899 uitgereikt aan de Union dramatique